# Stebro
Stebro – były zespół Formuły 1.
Stebro, założony przez Kanadyjczyków – Johna Stevensa i Petera Broekera, początkowo był konstruktorem samochodów dla Formuły Junior. Zespół postanowił wystartować samochodem przeznaczonym dla Formuły Junior w zawodach Formuły 1. Jedyny start zespołu miał miejsce podczas Grand Prix Stanów Zjednoczonych w sezonie 1963. Za kierownicą samochodu z numerem 21 o oznaczeniu Mk IV z silnikiem Ford R4 zasiadł Peter Broeker (drugim zgłoszonym przez zespół kierowcą był Kanadyjczyk Ernie de Vos, ale nie wystartował z powodu braku bolidu). Broeker zajął w tamtym wyścigu ostatnie, siódme miejsce, z 22 okrążeniami straty do zwycięzcy (Grahama Hilla), co nie dało ani jemu, ani jego zespołowi punktów. Zespół Canadian Stebro Racing już nigdy więcej nie wystartował w Formule 1.